# Pic de la Plana
El Pic de la Plana és una muntanya de 2.493 metres que es troba al municipi d'Alt Àneu, a la comarca del Pallars Sobirà.
Aquest cim està inclòs al llistat dels 100 cims de la FEEC